# Ecomateriales
Los ecomateriales son productos naturales y saludables, libres de compuestos químicos de síntesis y que no dañan al ser humano y al planeta, teniendo, además, una huella ecológica mínima. 

## Ecomateriales para construcción
Para construir edificios con criterios de Bioconstrucción se utilizan ecomateriales, también se les ha denominado materiales Biocompatibles.

### Morteros
Cales aéreas, cales hidráulicas, cementos naturales; teniendo en cuenta, siempre, la huella ecológica de cada material y su comportamiento higroscópico.

### Sistemas constructivos alternativos
Construcción con balas de paja; construcción con tierra, Adobe, Tapial, COB, Bloque de tierra comprimida (BTC). 
Ladrillos cocidos, piedra, madera.

### Aislamientos
• Orgánicos (a partir de materias primas orgánicas y renovables):
Manta de lana de oveja, manta de lana de cáñamo, manta de lana de lino termofijado, fibra de celulosa de papel reciclado, panel aislante de fibras de madera, corcho en planchas, corcho granulado, manta de algodón, fibra de coco.
• Minerales (materiales naturales pero no renovables):
Vidrio celular, vermiculita, arcilla expandida.

### Acabados
Pinturas al silicato y a la cal, Barnices naturales con base de linaza.

### Pavimentos
Barro cocido. Suelos continuos de mortero. Madera.

## Historia
La ONG EcoSur fue una de las primeras entidades en el uso de este término en 1991 para denominar los materiales viables económica y ecológicamente. Los EcoMateriales promueven el uso de tecnologías tradicionales utilizando materiales locales, pero también nuevas interpretaciones y desarrollos. Sin embargo, a veces es difícil encontrar métodos y costumbres tradicionales en los lugares, ya que la propaganda para productos industriales ha marginado muchas soluciones populares.
Los artesanos locales están en una posición de defensa y el pueblo alberga dudas acerca del uso de materiales y tecnologías tradicionales. Por décadas, las universidades se han concentrado en materiales "modernos" como el acero y el cemento y han desatendido el barro y otros de muy bajo costo. Además, los gobiernos han creado legislaciones de construcción que, de hecho, impiden a una mayoría de sus ciudadanos construir su vivienda. La producción manual y descentralizada de materiales peligra, al concentrarse en compañías grandes y urbanas.
Para trabajar con Ecomateriales, se trata de descubrir la materia prima existente en el lugar y combinarla con tecnologías conocidas, si fuese posible de la misma región, a veces transfiriendo conocimientos de un lugar a otro, inclusive de un continente a otro. No obstante, esto nunca puede reducirse a aplicar una receta; tiene que ser una combinación creativa que tome en cuenta factores técnicos, sociales y económicos. A menudo es evidente la solución, pero a veces requiere un análisis intensivo de alguna materia prima para definir su utilidad.
Los Ecomateriales trabajan intensamente con tecnologías tradicionales como son mampostería de piedra, adobe y ladrillo, quema eficiente de ladrillos de barro, quema de cal en hornos pequeños y también en la construcción de techos de bóvedas, pues se considera importante la investigación y el desarrollo de nuevos productos basándose en conocimientos antiguos.
Uno de los mayores éxitos en EcoMateriales, es la Teja de MicroConcreto
Otros Ecomateriales de gran importancia son el Cemento Puzolánico tipo CP40 y el Adobe